# Automolis aegrota
Automolis aegrota är en fjärilsart som beskrevs av Emilio Berio 1939. Automolis aegrota ingår i släktet Automolis och familjen björnspinnare. Inga underarter finns listade i Catalogue of Life.